# Борздна
Бо́рздна — річка в Ріпкинському районі Чернігівської області України, ліва притока Дніпра.
Довжина річки становить 25 км.
Річка починається на південній околиці села Галків й тече на південь. В селі Шкуранка повертає на захід. Впадає до Дніпра поблизу села Редьківка.
Середня течія проходить через ліси.
У верхів'ї пересихає, збудовано ставки.
На річці села Смолигівка, Скитьки, Розсудів, Шкуранка, Лісківка, Гуньківка, Редьківка.

## Галерея

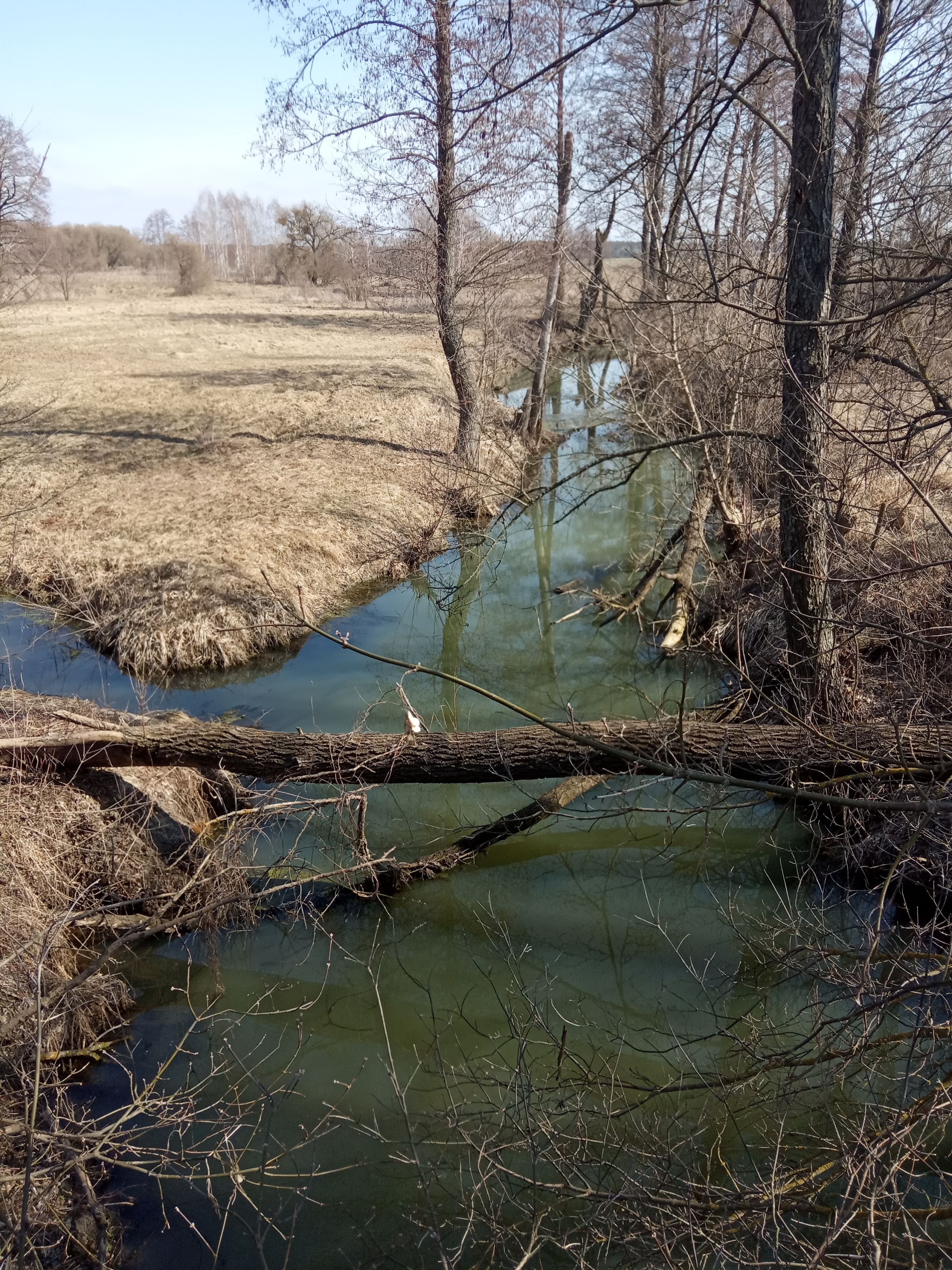
Річка Борздна на початку села Редьківка (Ріпкинський район), при в'їзді із села Губичі
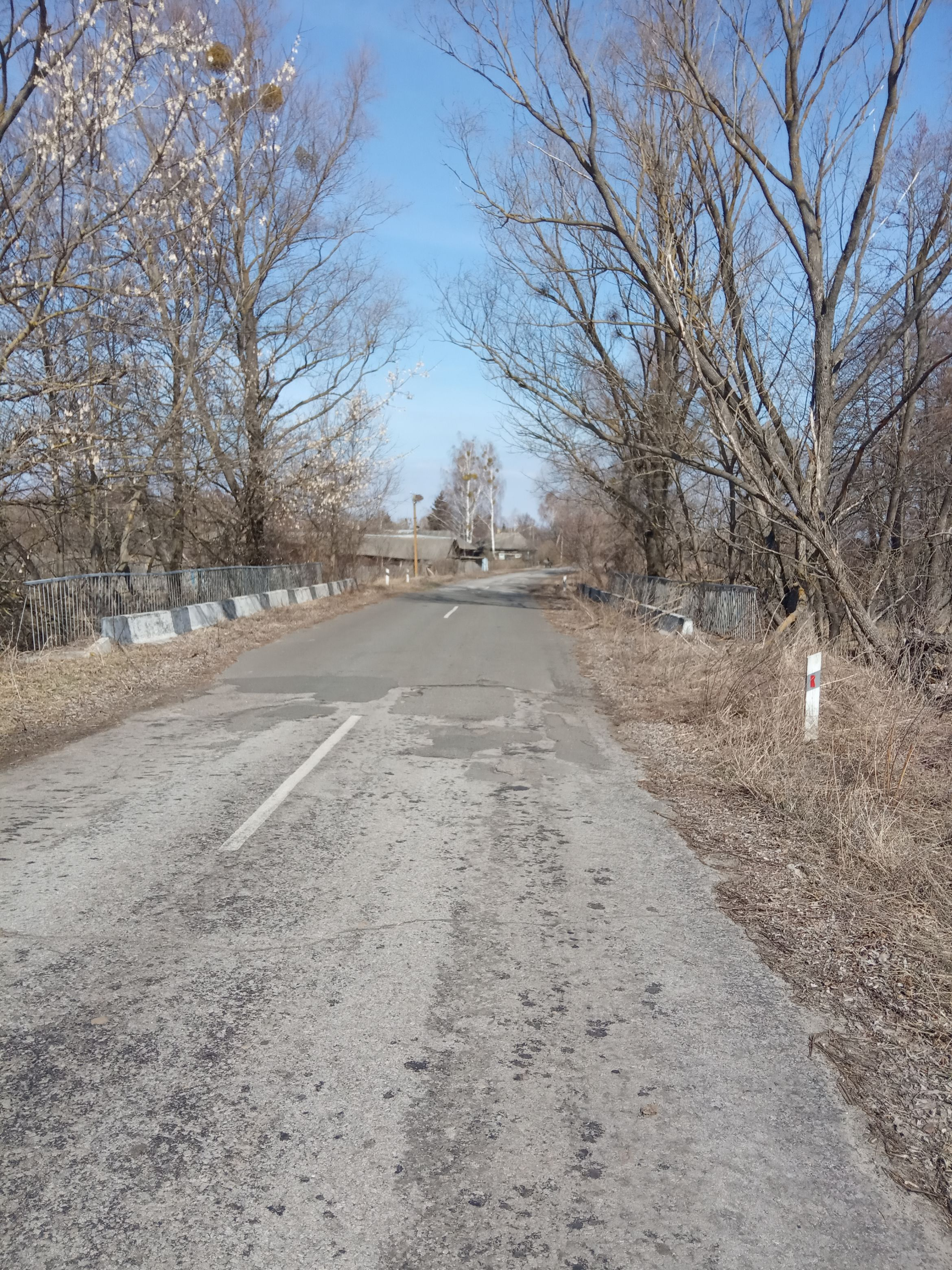
Міст через Борздну в селі Редьківка
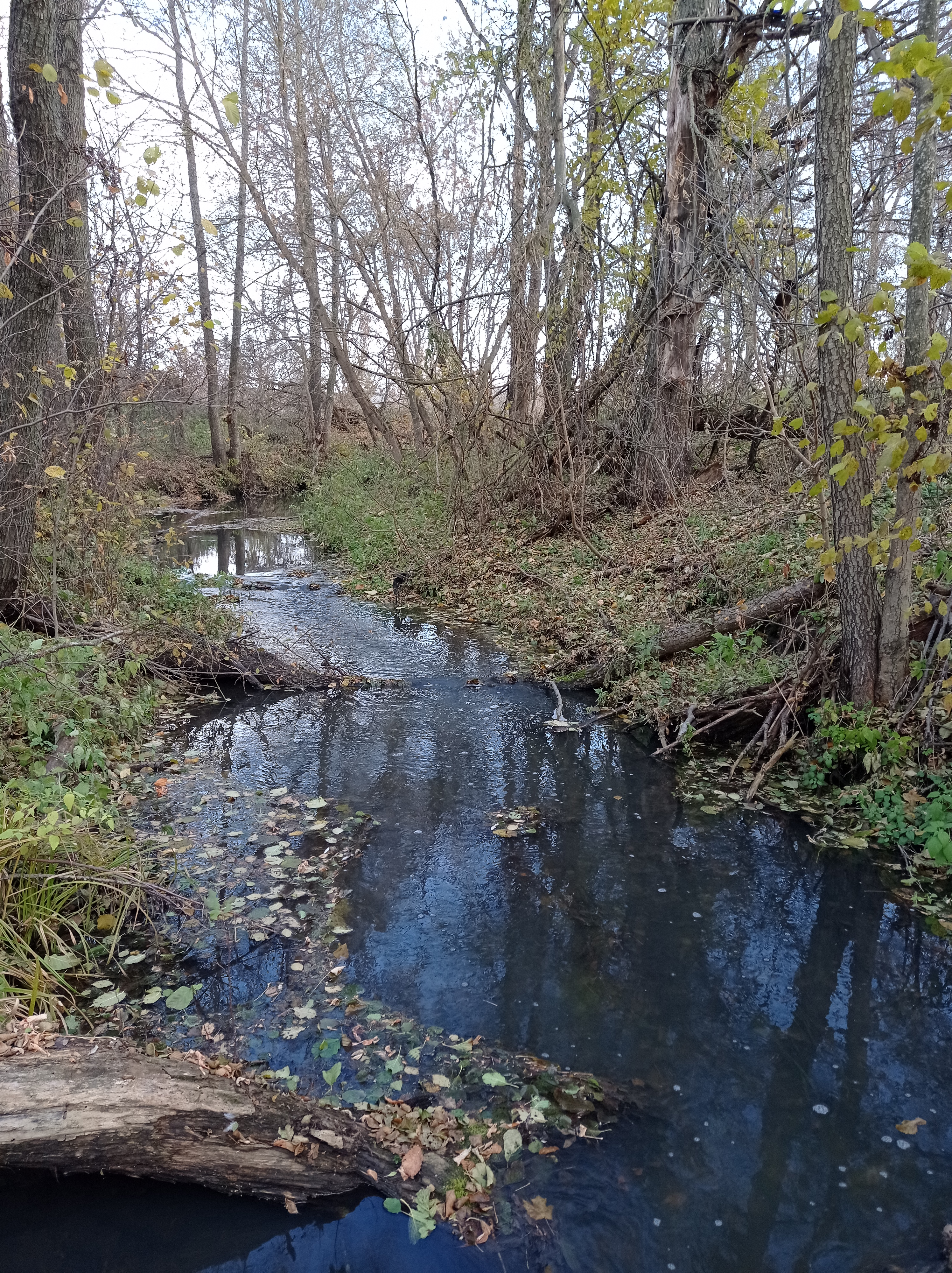
Річка Борздна в селі Лісківка
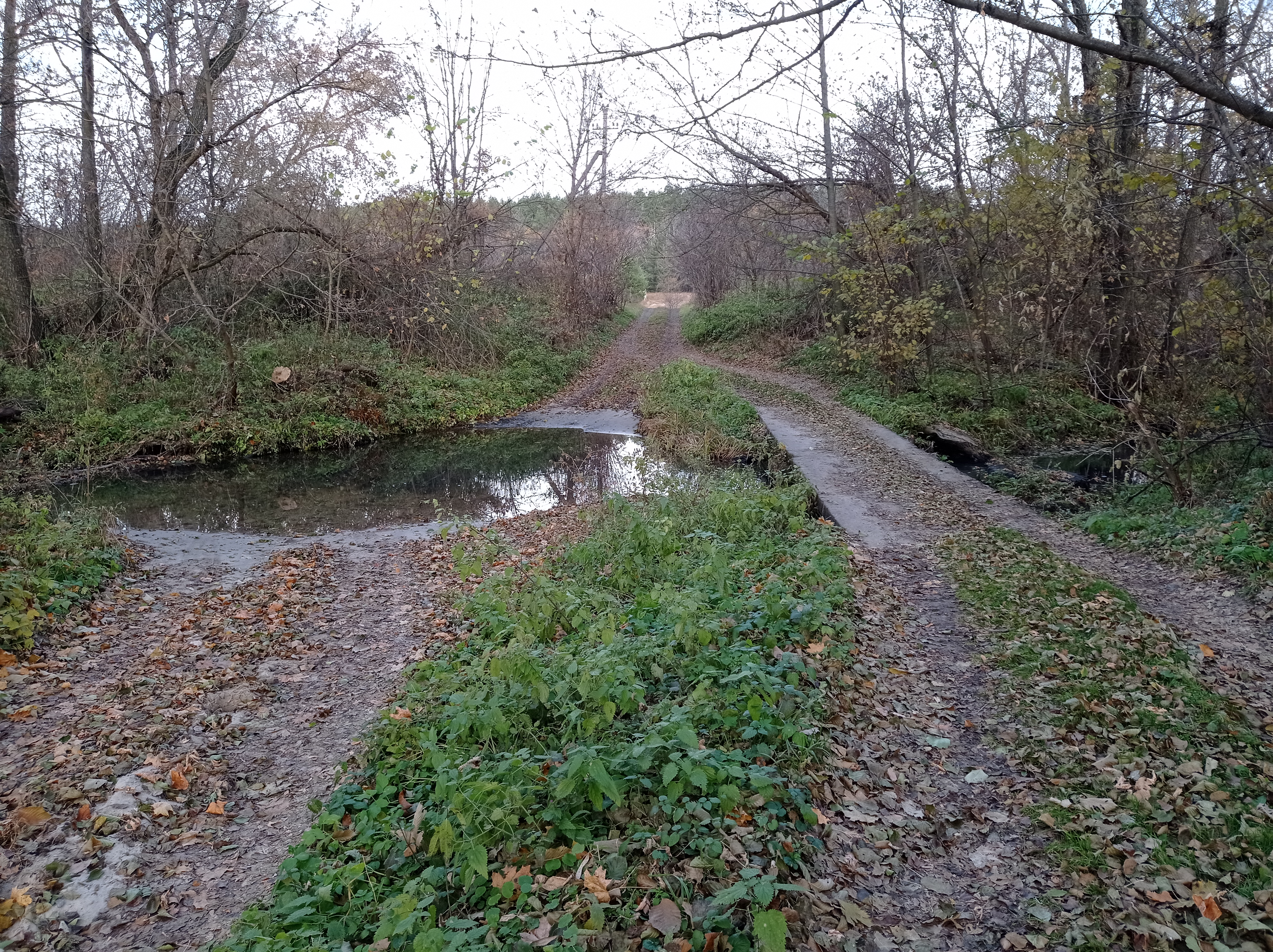
Місточок через річку Борздна в селі Лісківка